# Anton Dorazil
Anton Dorazil, anche Dorasel; Dorasiel, Doras(s)il; Thorasill; in lingua ceca: Antonín Dorazil (Praga, 1695 circa – Grüssau, 5 maggio 1759), è stato uno scultore boemo.

## Biografia
Bambino prodigio, Anton Dorazil apprese l'arte della scultura nel laboratorio praghese di Ferdinand Maximilian Brokoff. Dopo che Brokoff aveva ottenuto dall'abate Innozenz Fritsch un grosso incarico per l'abbellimento della nuova costruzione della chiesa dell'abbazia di Grüssau, nel 1729 Anton Dorazil lo raggiunse colà.
Deceduto Brokoffs nel 1731 Anton Dorazil gli subentrò nella direzione del suo laboratorio di scultura a Praga, ov'erano impegnati altri esperti scultori quali Johann Georg Gode, Johann Christian Schlesinger ed altri ancora.
Il compito di Brokoff fu proseguito secondo i suoi progetti e modelli.
Dopo la sua morte la direzione della "fabbrica" di Grüssau fu assunta dal boemo Joseph Anton Lachel, che nel 1762 sposò la figlia di Dorazil e lavorò anche con il figlio Roman Laurentius Dorazil, attivo sia a Grüssau che in altre parti della Bassa Slesia.

## Opere
Le opere di Dorazil erano realizzate prevalentemente in legno e in stucco. Le sue opere proprie del periodo di maturità artistica si concretizzarono nelle decorazioni e negli stucchi del mausoleo dei Piasti. Attraverso le opere del laboratorio di Brokoff-/Dorazil, la corrente allora dominante dello stile barocco boemo fu importata anche in Slesia. 
Per la chiesa parrocchiale di Santa Maria a Schmiedeberg Anton Dorazil, nel 1749, scolpì l'altare maggiore ed il pulpito.

### Chiesa abbaziale di Grüssau
Qui di seguito sono elencate le opere realizzate per la chiesa abbaziale di Grüssau:
- 1729–1733: decorazioni con figure secondo progetti e modelli di Brokoff (insieme a Johann Georg Gode)
- vor 1735: Altar maggiore (secondo il progetto di Brokoff)
- 1730–1735: Figure per gli stalli del coro (secondo progetti e modelli di Brokoff)
- 1736: Decorazioni plastiche del prospetto dell organo (secondo il progetto di Brokoff)
- 1736–1738 e intorno al 1759: decori e stucchi scultorei del mausoleo dei Piasti
- 1743–1744: Altare di Gesù Bambino con una figura del XII secolo proveniente da Glatz
- 1744–1746: Altare del Padre; Altare della Santa Croce
- 1748–1758: Sculture per l'altar maggiore
- 1750: Altare per la Cappella della Madonna di Loreto; due angeli con acquasantiera
- 1751–1755: Altari di san Benedetto e san Bernardo
- 1754–1755: Altare di Tutti i Santi (con J. A. Lachel)
- 1754–1756: Sculture per l'altare degli Antenati di Gesù